# Leptoscarus
Leptoscarus is een monotypisch geslacht van straalvinnige vissen uit de familie van de papegaaivissen (Scaridae). Het geslacht is voor het eerst wetenschappelijk beschreven in 1839 door Swainson.

## Soort
- Leptoscarus vaigiensis (Quoy & Gaimard, 1824)